# Helga Thomas
Helga Amalia Thomas (8 de julho de 1891 — 6 de julho de 1988) foi uma atriz sueca. Ela teve uma carreira no cinema alemão durante a era silenciosa, entre 1923 e 1930. Helga Thomas faleceu em Estocolmo, em 1988.